# Alutaguse
Alutaguse (Estisch: Alutaguse vald) is een gemeente in de Estlandse provincie Ida-Virumaa. De gemeente ontstond in 2017 uit een fusie tussen de gemeenten Alajõe, Iisaku, Illuka, Mäetaguse en Tudulinna. Het gemeentehuis staat in Iisaku.
De gemeente telde 4.176 inwoners op 1 januari 2023 en heeft een oppervlakte van 1.458,63 vierkante kilometer.

## Plaatsen
De gemeente bestaat uit:
- twee plaatsen met de status van groter dorp of ‘vlek’ (Estisch: alevik): Iisaku en Mäetaguse.
- 73 plaatsen met de status van dorp (Estisch: küla): Agusalu, Alajõe, Alliku, Apandiku, Aruküla, Arvila, Atsalama, Edivere, Ereda, Illuka, Imatu, Jaama, Jõetaguse, Jõuga, Kaatermu, Kaidma, Kalina, Kamarna, Karjamaa,   Karoli, Kasevälja, Katase, Kauksi, Kellassaare, Kiikla, Kivinõmme, Koldamäe, Konsu, Kuningaküla, Kuremäe, Kurtna, Kuru, Lemmaku, Liivakünka, Lipniku, Lõpe, Mäetaguse küla, Metsküla, Ohakvere, Ongassaare, Oonurme, Pagari, Peressaare, Permisküla, Pikati, Pootsiku, Puhatu, Rajaküla, Rannapungerja, Ratva, Rausvere, Remniku, Roostoja, Sahargu, Sälliku, Smolnitsa, Sõrumäe, Tagajõe, Taga-Roostoja, Tammetaguse, Tarakuse, Tärivere, Tudulinna, Uhe, Uusküla,  Väike-Pungerja, Vaikla, Varesmetsa, Vasavere, Vasknarva, Võhma, Võide, en Võrnu.

## Natuurgebieden
In de gemeente liggen een aantal natuurparken (Estisch: maastikukaitsealad) en natuurreservaten (Estisch: looduskaitsealad):
- Agusalu looduskaitseala
- Järvevälja maastikukaitseala
- Kivinõmme maastikukaitseala
- Kurtna maastikukaitseala
- Mäetaguse maastikukaitseala
- Muraka looduskaitseala
- Puhatu looduskaitseala
- Smolnitsa maastikukaitseala
- Struuga maastikukaitseala

Sinds 2018 zijn elf gebieden samengevoegd tot Nationaal park Alutaguse.